# Daïra d'El Kouif
La daïra d'El Kouif est une circonscription administrative algérienne située dans la wilaya de Tébessa. Son chef-lieu est situé sur la commune éponyme d'El Kouif.
La daïra regroupe les trois communes de Bekkaria, Boulhaf Dir et El Kouif.